# Гринвіч-Вілледж

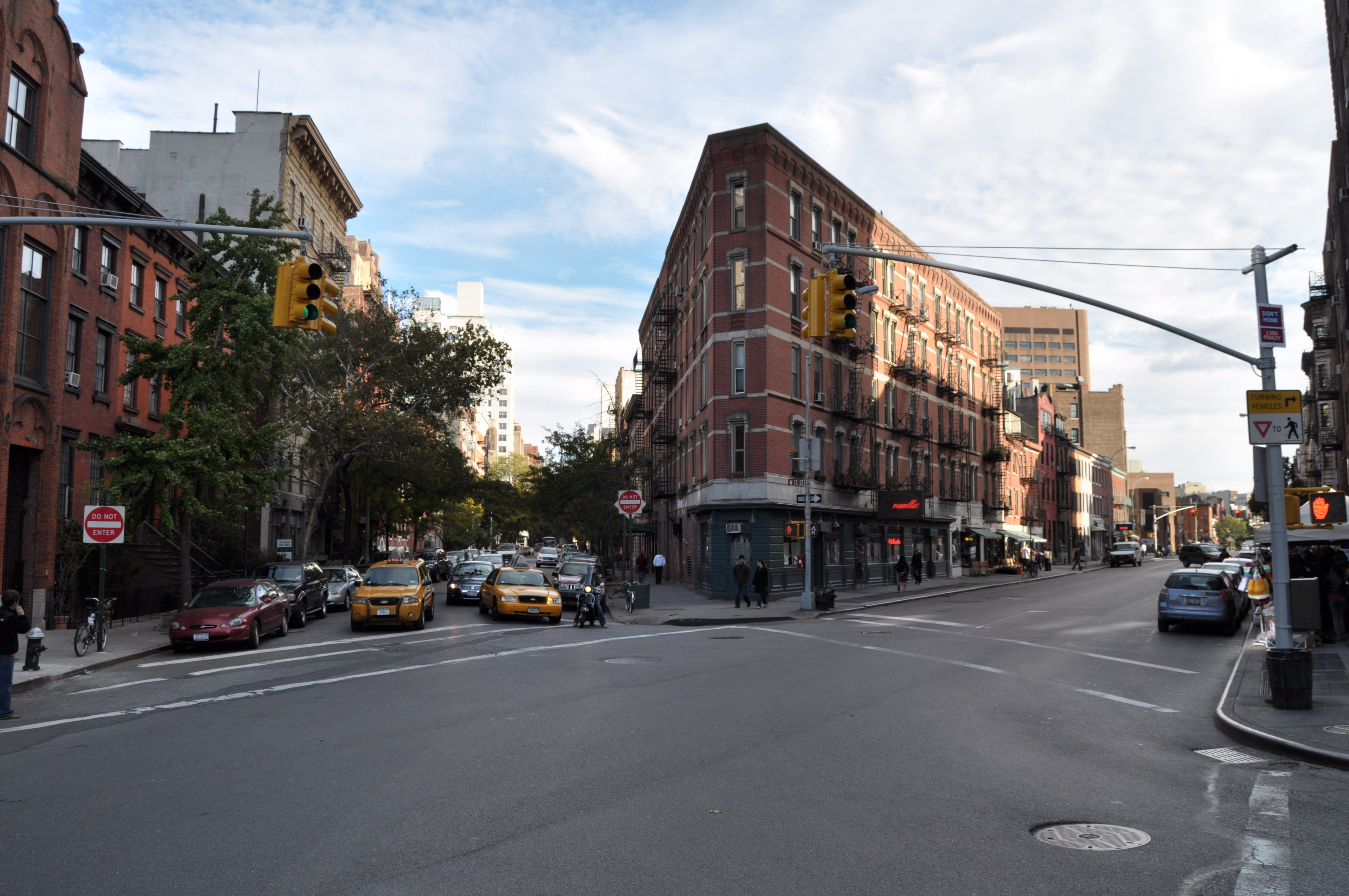
Гринвіч-Вілледж

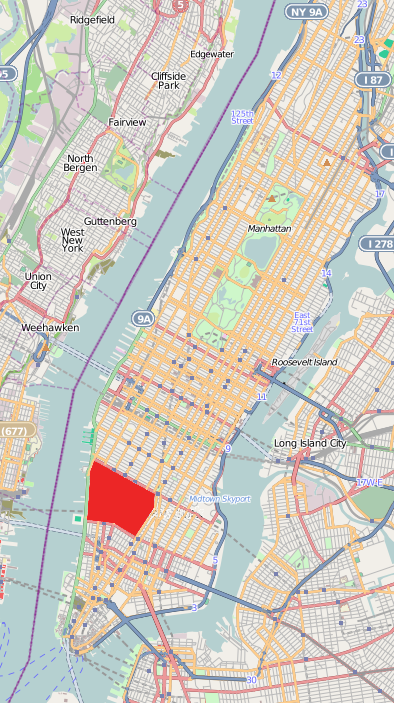
Розташування Гринвіч-Вілледж на мапі Мангеттена

Гри́нвіч-Ві́лледж (англ. Greenwich Village, МФА: [ˌgrɛnɪtʃ ˈvɪlɪdʒ]), або просто «Вілледж» (англ. village — село, селище) — квартал на заході Нижнього Мангеттена (2-й округ).

## Планування
У XVII столітті, коли утворилося місто Нью-Йорк, Гринвіч-Вілледж був невеликим селищем, планування якого не мало нічого спільного з нинішнім шаховим плануванням Мангеттена. При забудові Мангеттена в Гринвіч-Вілледж було вирішено зберегти первісне планування. Багато з вулиць криві, вузькі й перетинаються під гострими кутами. На відміну від багатьох вулиць Нью-Йорка більшість вулиць Гринвіч-Вілледж мають власні назви, а не номери. Нечисленні нумеровані вулиці одержали номери не за традиційною мангеттенською нумерацією. Наприклад, 4-та вулиця перетинає 10-ту, 11-ту, 12-ту та 13-ту (в решті Мангеттена всі нумеровані вулиці паралельні).

## Історія
До заснування селища на його місці були заболочені плавні. У XVI столітті індіанці називали цю місцевість «Сапоканікан» («тютюнове поле»). 1630 року голландці заснували тут поселення «Нортвейк» (Noortwyck). 1664 року, після захоплення англійцями Нового Амстердама, Гринвіч-Вілледж став швидко розростатися. Офіційно він став селищем з 1712 року, а з 1713 року дістав назву «Гринвіч-Вілледж». Після епідемії жовтої гарячки 1822 року багато жителів Нью-Йорка перебралися до Гринвіч-Вілледж.
З початку XX століття Гринвіч-Вілледж став притулком для людей богеми і радикальних політичних діячів (серед них найвідоміші — драматург Юджин О'Ніл, танцівниця Ісідора Дункан, поетеса Една Сент-Вінсент Міллей, журналіст Джон Рід). Художник Марсель Дюшан та його друзі запускали з вершини арки на Вашингтон-сквер (центральна площа району) повітряні кулі й проголошували «Незалежну Республіку Гринвіч-Вілледж». У 1950-ті роки Гринвіч-Вілледж став одним з центрів руху біт-покоління (Джек Керуак, Аллен Гінзберг, Вільям Барроуз, Ділан Томас), фолк-рок (The Mamas & the Papas, Боб Ділан, Simon and Garfunkel). Цей район відомий антивоєнними та пацифістськими акціями. Гринвіч-Вілледж відіграв важливу роль у русі за права сексуальних меншин: тут знаходяться знамениті Кристофер-стріт та Стоунволл-інн — центр «стоунволлського повстання» 1969 року.

## Сьогодення
Нині богемне життя відійшло в минуле: художники залишають Гринвіч-Вілледж через високі ціни на житло й перебираються в Бруклін, Лонг-Айленд-Сіті, Квінз, Нью-Джерсі. Проте жителі Гринвіч-Вілледж, як і раніше, відрізняються своїм ліберальним способом життя та пишаються своєю історією, називаючи іноді весь Нью-Йорк північніше 14-ї вулиці «сільською місцевістю» (upstate). Тут розташовані будинки багатьох знаменитостей, таких як Джуліанн Мур, Лів Тайлер, Ума Турман, тут багато років жив і помер Філіп Сеймур Гоффман.
У Гринвіч-Вілледж розташовано декілька вищих навчальних закладів, зокрема головний кампус Нью-Йоркського університету, Нова школа, низка єврейських навчальних закладів.
Гринвіч-Вілледж — зелений район. У його центрі — відомий парк на Вашингтон-сквер, навколо якого розташовані навчальні корпуси Нью-Йоркського університету. У районі багато маленьких скверів, а також численні спортивні майданчики, на одному з яких традиційно проходять загальноміські змагання зі стрітболу.
У Вілледжі знайшли притулок багато не-бродвейських (Off-Broadway та Off-Off-Broadway) театрів, джаз-клубів, комедійних клубів. Тут виступає Оркестр Гринвіч-Вілледж.

## Персоналії
- Роберт де Ніро (* 1943) — американський кіноактор, режисер, продюсер.

## Галерея

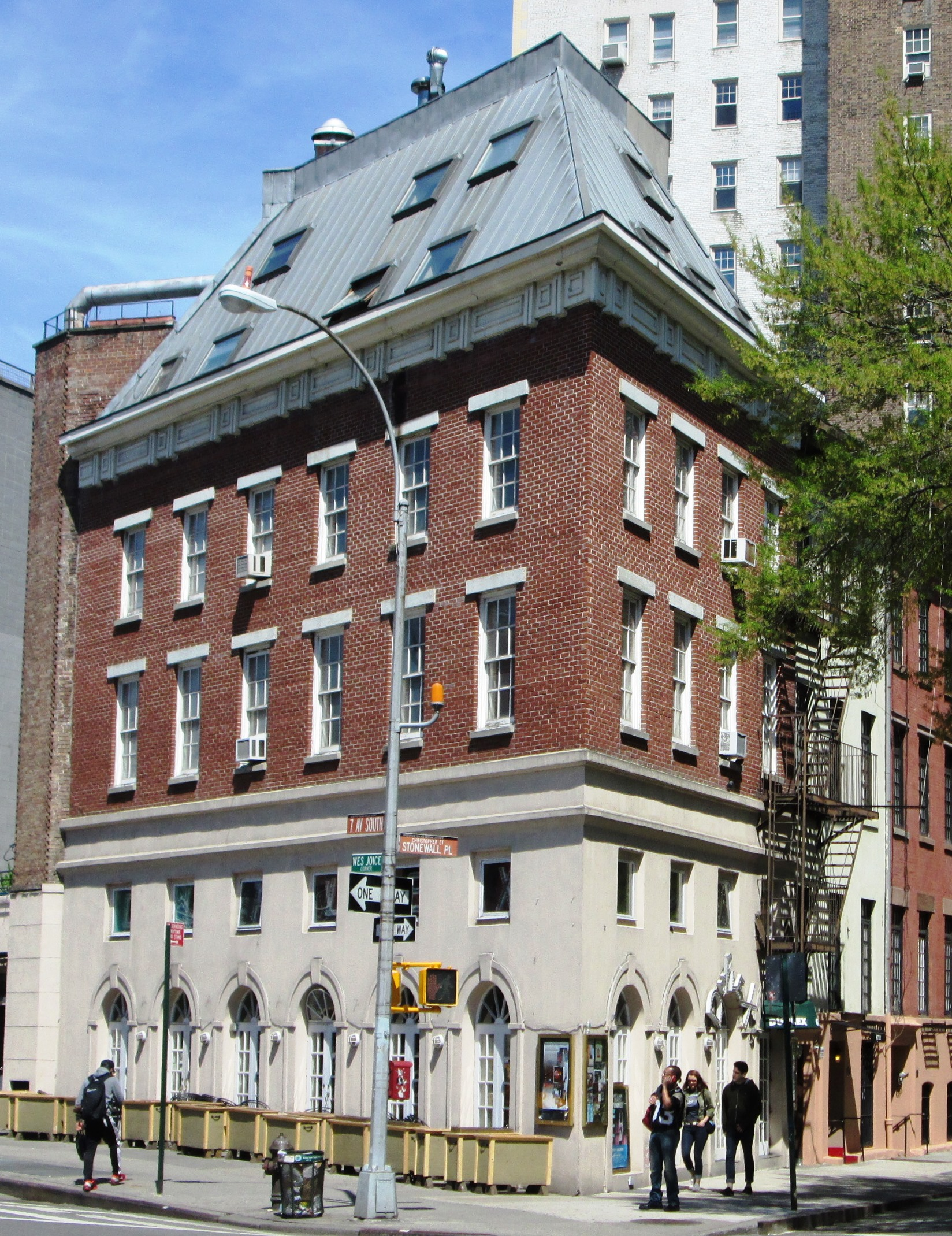
Будинок на Крістофер-Стріт
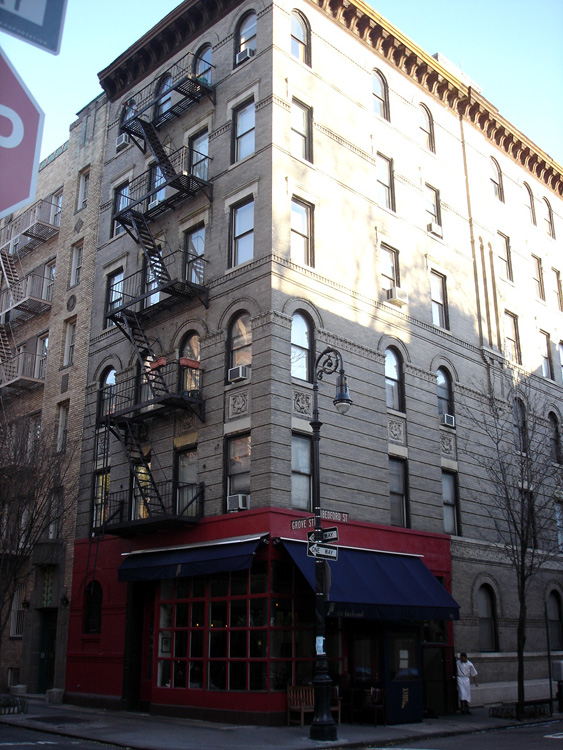
Будинок «Друзів» — 90 Bedford Street, Зима 2006—2007
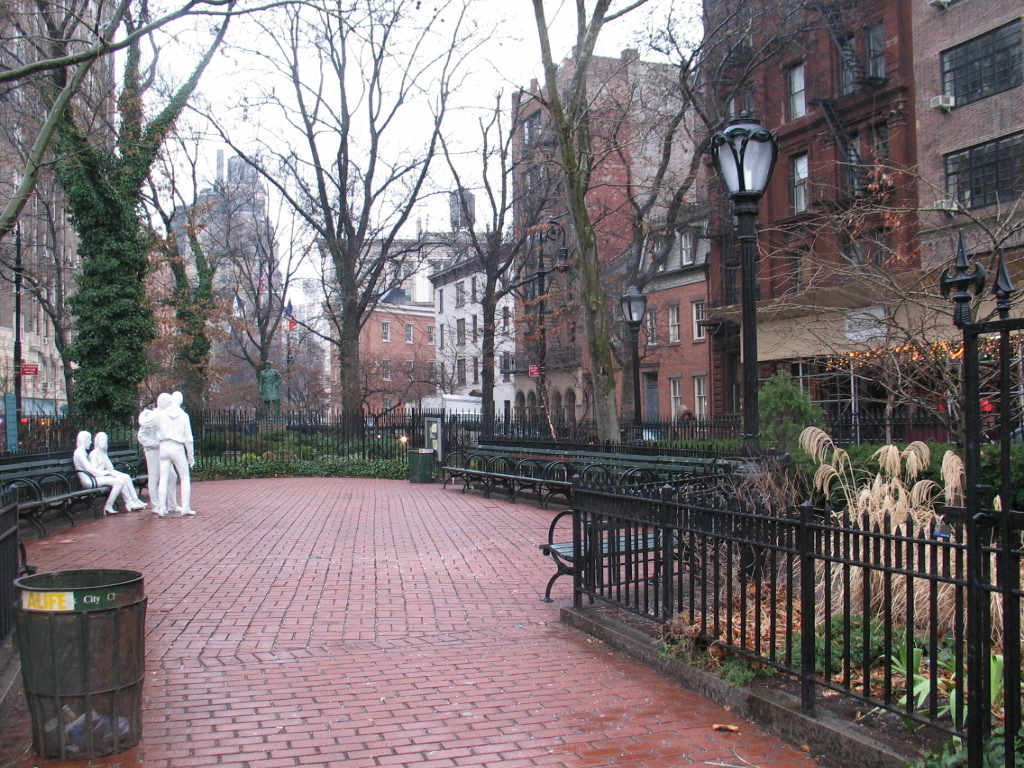
Крістофер-парк
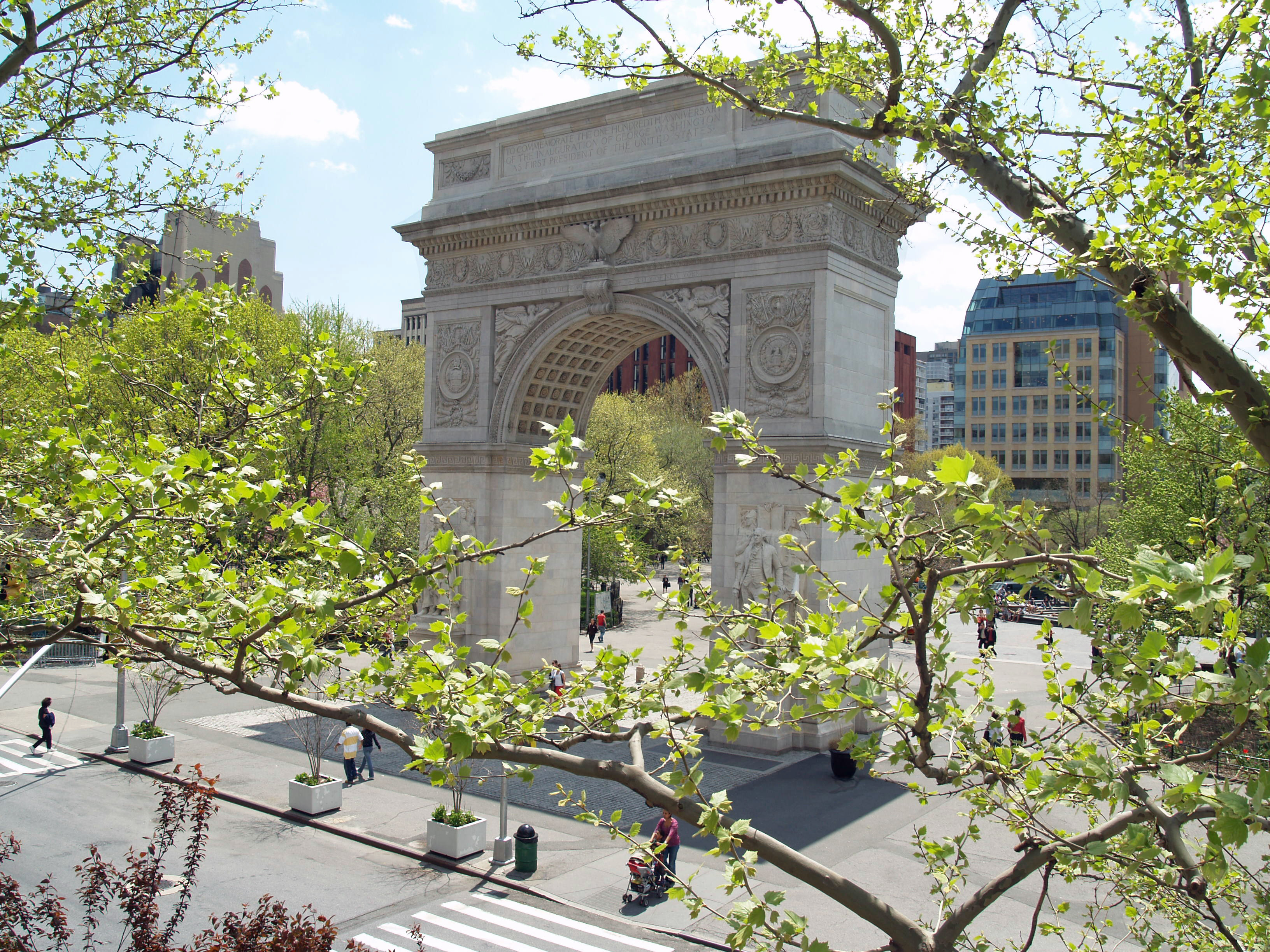
Вашингтон-Сквер-парк
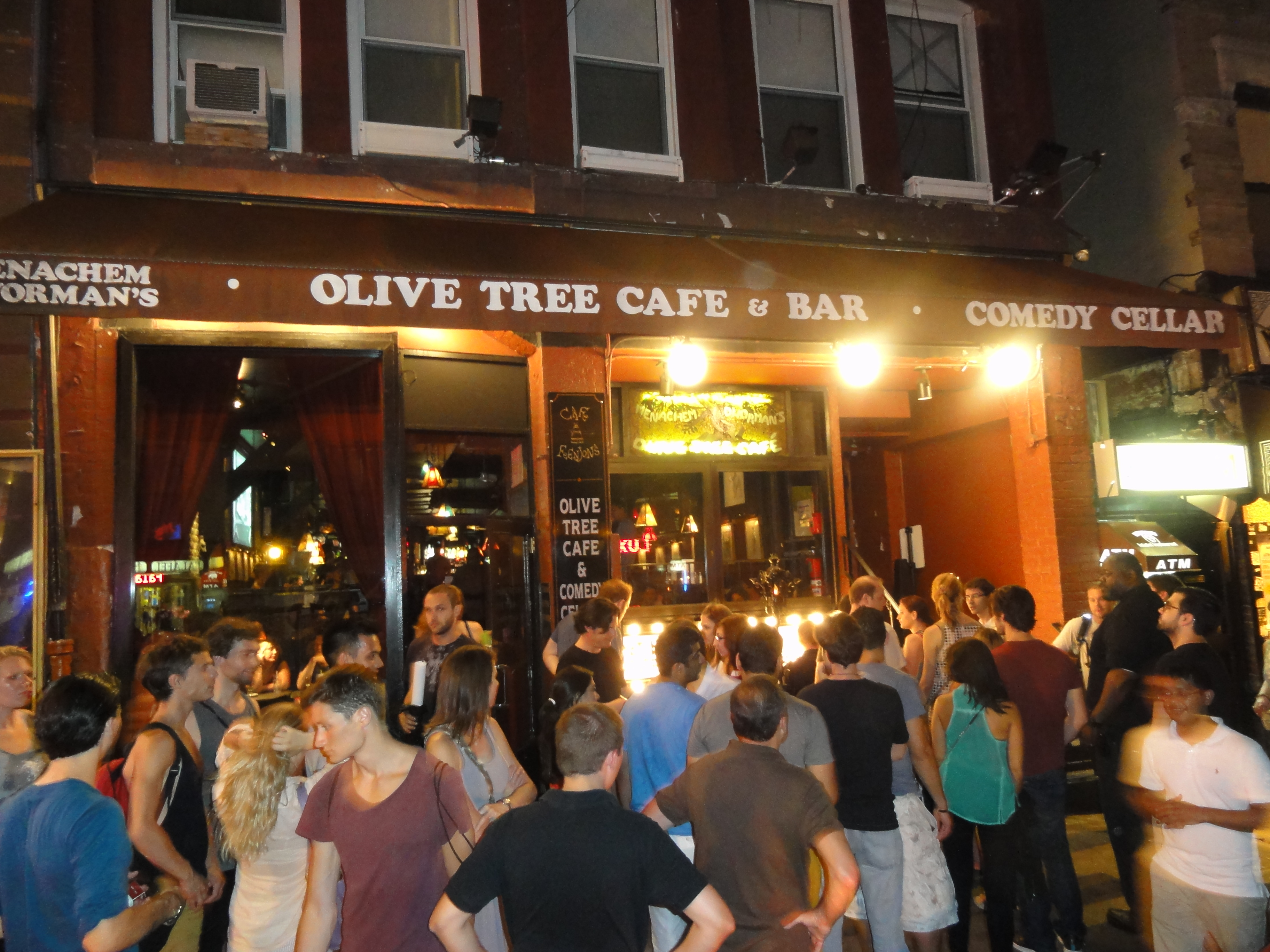
Один з комедійних клубів